# Daniel Rydelius
Daniel Rydelius, född 28 oktober 1642 i Linköping, död 10 december 1709 i Vinnerstads socken, han var en svensk kyrkoherde i Vinnerstads församling.

## Biografi
Rydelis föddes 28 oktober 1642 i Linköping. Han var son till kyrkoherden Israel Rydelius och Brita Wallerstadius i Hällestads socken. Rydelius blev 28 september 1662 student vid Uppsala universitet. 1672 reste han utomlands till andra akademier. Han prästvigdes 17 mars 1676. Rydelius blev 1678 kyrkoherde i Motala församling och 1699 kyrkoherde i Vinnerstads församling. Rydelius avled 10 december 1709 i Vinnerstads socken.
Rydelius var riksdagsman  vid riksdagen 1693.

### Familj
Rydelius gifte sig 2 juli 1676 med Christina Salander (1652-1715), dotter till kyrkoherden Israel Salander i Motala församling och Ingrid Jönsdotter. De fick tillsammans barnen Anna Brita Rydelius (1677-1678), komministern Israel Rydelius, Maria Rydelius (född 1682), Johannes Rydelius (född 1685), Daniel Rydelius (född 1688), Samuel Rydelius (1691-1691) och kornetten Nathanael Rydelius (1692-1737) vid Östgöta kavalleriregemente.